# Ctenophorus rufescens
Ctenophorus rufescens är en ödleart som beskrevs av  Edward Charles Stirling och ZIETZ 1893. Ctenophorus rufescens ingår i släktet Ctenophorus och familjen agamer. Inga underarter finns listade i Catalogue of Life.